# Болтин, Иван Никитич
Иван Никитич Болти́н (1 [12] января 1735, с. Ждамирово, Нижегородская губерния — 6 [17] октября 1792, Санкт-Петербург) — русский историк, гуманист, генерал-майор.

## Краткая биография
Родился в дворянской семье. Начальное образование получил дома. В 16 лет был зачислен рядовым в конногвардейский полк. В 1765 году вышел в отставку в чине премьер-майор. Крупный землевладелец, владелец 900 душ мужского пола.
13 июня 1769 года назначен директором таможни в Василькове. В 1779 году, по ходатайству Г. А. Потёмкина (с которым служил в одном полку в 1761—1765), пожалован в надворные советники. С 27 мая 1779 г. служил в главной таможенной канцелярии (Петербург) до её закрытия (1780), в том же году пожалован в коллежские советники. С 15 марта 1781 года до конца жизни — прокурор военной коллегии. С апреля по ноябрь 1783 года состоял при Г. А. Потёмкине в Новороссии. В 1786 году произведён в генерал-майоры, с 24 ноября 1788 года одновременно — член военной коллегии.
Видный масон, уже во второй половине 1750-х годов входил в ложу, работавшую по французской рыцарской системе, затем великий мастер капитула строгого наблюдения. В 1779 году великий ритор для русского языка Провинциональной (Национальной) ложи.
С 21 октября 1783 года, со времени открытия Российской академии, состоял её членом. Вместе с Д. И. Фонвизиным, Г. Р. Державиным и другими авторами принял участие в составлении первого толкового словаря русского языка.
Умер от каменной болезни (как утверждал митрополит Евгений) или от чахотки (по данным метрических книг). Похоронен на Лазаревском кладбище Александро-Невской лавры. Его архив был приобретён А. И. Мусиным-Пушкиным.

### Семья
- Отец — Никита Борисович Болтин (1672—1738), стольник, капитан, комиссар в Кригс-комиссариате; помещик Арзамасского, Нижегородского, Муромского, Рязанского и Алатырского уездов.
- Мать — Дарья Алексеевна Чемоданова, три раза была замужем. Первым её мужем был Пётр Михайлович Дубенский, сержант санкт-петербургского пехотного полка. По смерти его, она вышла замуж за Н. Б. Болтина, а после за майора, Ивана Егоровича Кроткого. Живя в Петербурге, Кроткой (Кротков) вёл разгульную жизнь и наделал много долгов.
- Жена — Ирина Осиевна Пустошкина, дочь новгородского помещика, коллежского асессора Осия Ивановича Пустошкина;
- Дочь — Екатерина (1756—23.05.1790), замужем за статс-секретарём П. А. Соймоновым (1737—1800), сенатором, действительным тайным советником; их дочери обе перешли в католичество:
  - София (22.11.1782—26.8.1857) — фрейлина, писательница, хозяйка литературного салона в Париже; замужем за Н. С. Свечиным (1759 — 11.11.1850), генералом от инфантерии, санкт-петербургским военным губернатором;
  - Екатерина (23.05.1790 — 27.02.1873), замужем за князем Г. И. Гагариным (17.05.1782 — 12.02.1837), дипломатом и поэтом.

## Исторические взгляды
Болтин много ездил по России и путём непосредственного наблюдения хорошо ознакомился с различными сторонами народного быта. Вместе с тем, «через многие лета в отечественной истории упражняясь», он собрал обширный запас сведений о русской старине по летописям, грамотам и изданным к тому времени сочинениям. Результаты своих исследований Болтин пробовал сначала изложить в форме историко-географического словаря, который, при выполнении плана, разбился на два самостоятельных: собственно историко-географический словарь и толковый славяно-русский словарь. И тот и другой остались, однако, не законченными. Тем не менее работа по составлению словаря послужила для Болтина дальнейшей подготовкой к роли русского историка. Научные интересы Болтина сформировались на основе знакомства с исторической литературой, в том числе с трудами В. Н. Татищева и французских просветителей. Участвовал в публикации исторических памятников — подготовил издание «пространной редакции „Русской правды“» на основе нескольких списков (1792) и другие. В «Примечаниях на историю древней и нынешней России г. Леклерка» (т. 1—2, 1788—1794) изобличал французского автора в невежественном и недобросовестном освещении русской истории. Вёл полемику с М. М. Щербатовым: «Ответ генерал-майора Болтина на письмо Щербатова, сочинителя Российской истории» (1789), «Критические примечания на Историю князя Щербатова» (2 тома, 1793—1794).
Сочинения Болтина имели, как видно из заглавий, критические задачи; но автор в самых широких размерах использовал в них накопленный им запас знаний и наблюдений, так что в них с достаточной полнотой отразились положительные исторические его взгляды. У Болтина очень цельное мировоззрение. По теоретическим взглядам он близко стоит к представителям тогдашнего механического направления исторической мысли, примыкавшего в своём источнике к Бодену. И для Болтина закономерность исторических явлений есть центральная идея, которой руководится историческое исследование. Историк должен, по его мнению, излагать «обстоятельства, нужные для исторической связи и объяснения последственных бытий»; подробности допустимы только при условии, если они служат к выяснению последовательности явлений; в противном случае это будут «пустые разговоры». Основным типом «последовательности бытий» Болтин считает причинную связь, как она проявляется в факте воздействия физических условий на человека. «Главное влияние в человеческие нравы, в качества сердца и души, имеет климат»; непосредственно «различные состояния климата производят перемены в теле человека,… а понеже тело и душа очень тесно сопряжены,… те же действия производят и на тело». Рядом с климатом как главным фактором Болтин признает значение других второстепенных, каковы, например, «обхождение с чужими народами, чужестранные ества и пряные коренья, образ жизни, обычаи, переменная одежда, воспитание» и прочее. Эти факторы содействуют влиянию главного или препятствуют ему, а иногда, при постоянстве последнего, и сами могут определить «нравы» людей; например, «они суть причиною, что нынешние наши нравы с нравами наших отцов никакова сходства не имеют». Таким образом, климату и «побочным обстоятельствам» как действующим причинам противостоят в качестве объекта воздействия «нравы». Нравы или национальный характер являются для Болтина фундаментом, на котором строится государственный порядок: наблюдаемые в истории перемены «в законах» происходят «по мере измены в нравах». А отсюда следует и практический вывод: «Удобнее законы сообразить нравам, нежели нравы законам; последнее без насилия сделать не можно». Эти теоретические взгляды Болтин применяет к объяснению русского исторического процесса. Россия «ни в чём не похожа» на другие европейские государства, потому что слишком различны её «физические местоположения» и совсем иначе сложился ход её истории.
Русскую историю Болтин начинает с «пришествия Рюрика», который «подал случай к смешению» руссов и славян. Потому пришествие Рюрика Болтину и представляется «эпохой зачатия русского народа», что эти племена, различавшиеся раньше своими свойствами, образовали через смешение новый народ, который затем «нравы и свойства получил сообразные климату, правлению и воспитанию, под коими жил». Уже при первых князьях русские имели «правление, на коренных законах и непременных правилах утверждённое», с которым мы знакомимся отчасти по договорам с греками. Выступил с критикой норманской теории, и сделал ценные наблюдения по истории феодальных отношений: выделял в особый период время удельного дробления, в русской феодальной иерархии увидел аналогию с европейским вассалитетом, впервые поставил вопрос о происхождении крепостного права в России. Болтин рассматривал русский исторический процесс как процесс, управляемый законами, общими для всех народов. В основе своей древние законы тождественны с «Русской правдой», в которую были внесены лишь несущественные изменения «по различию времён и происшествий». Но «великая перемена» произошла «в законах и обыкновениях» с раздроблением Руси на уделы, когда «нужды и обстоятельства каждого стали быть особенными». Под давлением последних издавались в уделах местные законы, которые своими различиями производили «ещё вящшую отмену в нравах». Различие в нравах, созданное удельным раздроблением, сохраняло своё значение и при начавшемся потом процессе политического объединения Руси, явившись препятствием к установлению единого государственного порядка при Иване III и Василии III: «Нельзя было согласить законов, не соглася прежде нравов, мнений и польз». Только в царствование Ивана Грозного наступило время для этого, и с изданием «Судебника» восстановлен был в силе общий закон, действовавший раньше, то есть «Русская Правда», простым видоизменением которой Болтин считает «Судебник» 1550 г. В последующее время «нравы» подвергались воздействию со стороны законодательства, например с изданием «Уложения», и со стороны просвещения. Болтин, в общем, не одобряет первый способ воздействия; зато он больших результатов ждёт от второго, в особенности от просветительных мероприятий Екатерины. В своих «Примечаниях» Болтин высказывает ряд интересных соображений и по социальной истории России, например, по истории крестьянства и дворянства, по вопросу о холопстве; но эта сторона осталась вне его основной исторической схемы. Целостностью и продуманностью взглядов на русскую историю Болтин далеко превосходит и современных ему, и многих следовавших за ним историков. По многочисленным ссылкам в «Примечаниях» видно, что Болтин был хорошо знаком с представителями западного просвещения (например, с Вольтером, Монтескьё, Мерсье, Руссо, Бейлем и другими), но при этом не утратил чувства живой связи настоящего с родной стариной и, не вдаваясь в крайности, умел ценить значение национальной индивидуальности. По его убеждению, Русь выработала свои нравы, и их надо беречь, — иначе мы рискуем стать «непохожими на себя»; но она была бедна просвещением, — и Болтин не против того, чтобы русские заимствовали «знания и искусства» у западных соседей. При таком настроении Болтин был больно задет Леклерком, который в своей «Histoire physique, morale, civil et politique de la Russie ancienne et moderne» высказал много отрицательных, иногда пренебрежительных суждений о русской жизни; отсюда и решение Болтина обнаружить заблуждения французского историка, вольные и невольные. Но он не удержался на точке зрения объективного критического разбора сочинения: под влиянием патриотического чувства он старается местами ослабить впечатление от тёмных сторон древнерусской жизни, отмечая соответствующие недостатки и в истории западных нравов, иногда даже скрашивая действительно в ущерб беспристрастию [например, в согласии с автором «Антидота» (Екатериной), утверждая, что в России крестьянам живётся лучше, чем во всяком другом государстве]. Эта черта сообщает историческому мировоззрению Болтина субъективно-моральный оттенок. Подобный строй мыслей и чувств сближал Болтина с Екатериной II, взгляды которой со времени французской революции приняли националистическое направление. Этим объясняется, что «Примечания» на историю Леклерка и задуманы были не без участия императрицы, действовавшей через Потёмкина, и были изданы на её средства.
Несмотря на ошибочность многих положений Болтина, его общие построения и периодизация русской истории имели положительное значение для русской исторической науки. В области источниковедения Болтин чётко сформулировал задачи отбора, сопоставления и критического анализа источников. В «Примечаниях» на труды Леклерка и Щербатова впервые дал полный обзор исторической географии Начальной русской летописи.

### Избранные труды
- Болтин И. Н. Критическия примечания генерал-майора Болтина на первый [-второй] том истории князя Щербатова. — СПб.: Тип. Корпуса чужестранных единоверцов, 1793—1794. — Т. 1, 2. — 352+479 с.
- Болтин И. Н. Ответ генерал майора Болтина на письмо князя Щербатова, сочинителя Российской истории. — СПб.: Тип. Горнаго училища, 1789. — 181 с.
  - . — 2-е изд. — Во граде св. Петра: Иждивен. И. Глазунова : Имп. тип., 1793. — 160 с.
- Болтин И. Н. Примечания на историю древния и нынешния России г. Леклерка. — [СПб.]: Тип. Горнаго училища, 1788. — Т. 1, 2. — 615+588 с. — 1200 экз.
- Болтин И. Н. Хорография Сарептских целительных вод : С приложениями нужных сведений и советов, для имеющих намерение к тем водам ехать, для своего пользования. — СПб.: Тип. Гос. воен. коллегии, 1782. — 131 с.
- Екатерина II. Подражание Шакеспиру : Историческое представление без сохранения феатральных обыкновенных правил, из жизни Рюрика / С примечаниями генерал-маиора И. Болтина. — СПб.: Имп. тип., 1792. — 46+59 с.
  - . — 3-е изд. — СПб.: Тип. корпуса чужестранных единоверцов, 1792. — 69+88 с.
- Подробная летопись от начала России до Полтавской баталии. — СПб.: Печ. у И. К. Шнора, 1798—1799. — (Изд. Н. А. Львовым по рукописи, найденной им в Спасо-Евфимиевом монастыре. В «Предуведомлении» сообщается: «Искусный в отечественной истории и безпристрастный оной писатель, покойный Иван Никитич Болтин, принявший на себя труд исправить погрешности переписчиков первой части, почитал Летопись сию произведением митрополита Феофана [Прокоповича]»). — 1200 экз.
  - Ч. 1. — 1798. — 26+233 с.
  - Ч. 2. — 1798. — 11+243 с.
  - Ч. 3. — 1799. — 7+327 с.
  - Ч. 4. — 1799. — 6+200 с.
- Правда руская или Законы великих князей Ярослава Владимировича и Владимира Всеволодовича Мономаха : С преложением древняго оных наречия и слога на употребительные ныне, и с объяснением слов и названий из употребления вышедших / В изд. приняли участие И. Н. Болтин, И. П. Елагин и А. И. Мусин-Пушкин. — [СПб.]: Тип. Св. правит. синода, 1792. — 21+100+16 с.
  - . — [М.]: Моск. Синод. тип., 1799. — 21+104+16 с.
- Словарь Академии Российской / В сост. словаря приняли участие Д. И. Фонвизин, Г. Р. Державин, И. Н. Болтин, И. И. Лепехин, С. Я. Румовский, Н. Я. Озерецковский и др. — СПб.: При Имп. Акад. наук, 1789—1794. — Т. 1—6. — 620 экз.